# Мадсен, Харальд

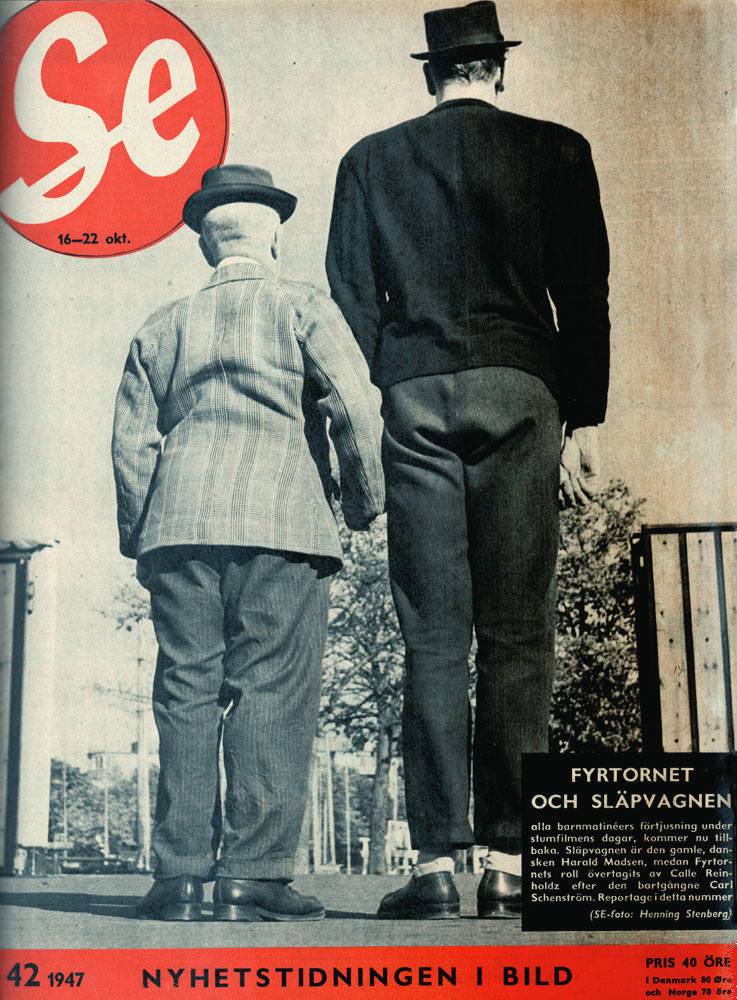
Обложка журнала 1947 года: Пат и Паташон

Харальд Мадсен (Харальд Мартин Бергман Мадсен, англ. Harald Martin Bergmann Madsen; 1890—1949) — датский актер немого кино, участник дуэта Пат и Паташон.

## Биография
Родился 20 ноября 1890 года в Силькеборге, Дания.
Работал цирковым клоуном. В кино дебютировал в 1917 году в шведском фильме Alexander den Store (режиссёр Мауритц Стиллер).
В 1921—1940 годах снимался в дуэте с актёром Карлом Шенстрёмом, с которым составил комическую пару, выступавшую под псевдонимами Пат и Паташон. В 1921—1932 годах все фильмы с участием Пата и Паташона ставил режиссёр Лау Лауритцен-старший. В 1935—1940 годах они снимались в Германии и Австрии, с 1940 года — в Дании.
После смерти Карла Шенстрёма перестал сниматься в кино. С 1945 года продолжил выступать коверным в цирке Benneweis. Попытки продолжить кинокарьеру в дуэте с другим комиком — в комедии «Калле и Пале» (1947) — не увенчались успехом.
Умер 13 июля 1949 года в Уссероеде, коммуна Хёрсхольм, Дания. Похоронен на кладбище Hørsholm в Копенгагене.
С 1924 года Харальд Мадсен был женат на Анне Ингеборге Хельге Сандберг (1882—1974).